# Discografia di John Legend
La discografia di John Legend, cantautore statunitense R&B, è costituita da 6 album in studio (di cui uno in collaborazione con il gruppo The Roots), 6 album dal vivo e 28 singoli.

## Album

### Album in studio
| Anno                                                                 | Titolo                                                                                 | Classifiche | Classifiche | Classifiche | Classifiche | Classifiche | Classifiche | Classifiche | Classifiche | Certificazioni                     |
| Anno                                                                 | Titolo                                                                                 | US          | US R&B      | AUS         | CAN         | FRA         | ITA         | SWE         | UK          | Certificazioni                     |
| -------------------------------------------------------------------- | -------------------------------------------------------------------------------------- | ----------- | ----------- | ----------- | ----------- | ----------- | ----------- | ----------- | ----------- | ---------------------------------- |
| 2004                                                                 | Get Lifted - Pubblicazione: 28 dicembre 2004 - Etichetta: GOOD Music / Columbia        | 4           | 1           | 36          | 56          | 53          | 17          | 2           | 12          | - US: Platino - AUS: Oro - UK: Oro |
| 2006                                                                 | Once Again - Pubblicazione: 24 ottobre 2006 - Etichetta: GOOD Music / Columbia         | 3           | 1           | —           | 11          | 58          | 5           | 8           | 10          | - US: Platino - UK: Argento        |
| 2008                                                                 | Evolver - Pubblicazione: 28 ottobre 2008 - Etichetta: GOOD Music / Columbia            | 4           | 1           | 66          | 14          | 72          | 19          | 38          | 21          | - US: Oro                          |
| 2013                                                                 | Love in the Future - Pubblicazione: 30 agosto 2013 - Etichetta: GOOD Music / Columbia  | 4           | 2           | 15          | 10          | 67          | 13          | 27          | 2           | - US: Oro - UK: Platino            |
| 2016                                                                 | Darkness and Light - Pubblicazione: 2 dicembre 2016 - Etichetta: GOOD Music / Columbia | 14          | 5           | 37          | 29          | 123         | 49          | —           | 35          |                                    |
| 2018                                                                 | A Legendary Christmas - Pubblicazione: 26 ottobre 2018 - Etichetta: Columbia           | —           | —           | —           | —           | —           | —           | —           | —           |                                    |
| "—" indica un album non classificato o non pubblicato in quel Paese. |                                                                                        |             |             |             |             |             |             |             |             |                                    |

### Album in collaborazione
| Anno | Titolo                                                                         | Classifiche | Classifiche | Classifiche | Classifiche | Classifiche | Classifiche |
| Anno | Titolo                                                                         | US          | US R&B      | AUS         | CAN         | SWE         | UK          |
| ---- | ------------------------------------------------------------------------------ | ----------- | ----------- | ----------- | ----------- | ----------- | ----------- |
| 2010 | Wake Up! - Pubblicazione: 21 settembre 2010 - Etichetta: GOOD Music / Columbia | 8           | 3           | 42          | 16          | 29          | 26          |

### Album dal vivo
- 2001 – Live at Jimmy's Uptown
- 2002 – Live at SOB's
- 2003 – Solo Sessions Vol. 1: Live at the Knitting Factory
- 2006 – John Legend: Live at the House of Blues
- 2007 – John Legend: Live at the Tin Angel
- 2008 – John Legend: Live from Philadelphia

### Altri album
- 2006 – John Legend: Sounds of the Season

## Singoli

### Come artista principale
| Anno | Singolo                                                             | Posizione massima | Posizione massima | Posizione massima | Posizione massima | Posizione massima | Posizione massima | Posizione massima | Certificazioni                                                                           | Album                |
| Anno | Singolo                                                             | USA               | USA R&B           | USA Adult         | USA Dance         | UK                | NLD               | ITA               | Certificazioni                                                                           | Album                |
| ---- | ------------------------------------------------------------------- | ----------------- | ----------------- | ----------------- | ----------------- | ----------------- | ----------------- | ----------------- | ---------------------------------------------------------------------------------------- | -------------------- |
| 2004 | Used to Love U                                                      | 74                | 32                | —                 | —                 | 29                | 42                | 36                |                                                                                          | Get Lifted           |
| 2005 | Ordinary People                                                     | 24                | 4                 | —                 | 15                | 27                | 20                | 30                | - US: Oro                                                                                | Get Lifted           |
| 2005 | Number One (featuring Kanye West)                                   | —                 | 86                | —                 | —                 | 62                | —                 | —                 |                                                                                          | Get Lifted           |
| 2005 | So High (featuring Lauryn Hill)                                     | 105               | 53                | 20                | —                 | 118               | —                 | —                 |                                                                                          | Get Lifted           |
| 2006 | Save Room                                                           | 61                | 17                | 10                | 16                | —                 | 11                | 6                 |                                                                                          | Once Again           |
| 2006 | Heaven                                                              | 112               | 26                | 21                | —                 | —                 | —                 | —                 |                                                                                          | Once Again           |
| 2007 | P.D.A. (We Just Don't Care)                                         | —                 | —                 | —                 | —                 | 199               | 18                | 40                |                                                                                          | Once Again           |
| 2007 | Stereo                                                              | —                 | 47                | —                 | —                 | —                 | 17                | —                 |                                                                                          | Once Again           |
| 2007 | Another Again                                                       | —                 | 30                | 6                 | —                 | —                 | —                 | —                 |                                                                                          | Once Again           |
| 2007 | Show Me / Slow Dance                                                | —                 | —                 | —                 | —                 | —                 | —                 | —                 |                                                                                          | Once Again           |
| 2008 | Green Light (featuring André 3000)                                  | 24                | 6                 | —                 | 4                 | 35                | 46                | 19                | - US: Platino                                                                            | Evolver              |
| 2008 | If You're Out There                                                 | 110               | —                 | —                 | —                 | 135               | —                 | —                 |                                                                                          | Evolver              |
| 2009 | Everybody Knows                                                     | —                 | 64                | —                 | —                 | —                 | 10                | 28                |                                                                                          | Evolver              |
| 2009 | This Time                                                           | —                 | —                 | —                 | —                 | —                 | 46                | —                 |                                                                                          | Evolver              |
| 2009 | No Other Love (featuring Estelle)                                   | —                 | —                 | —                 | —                 | —                 | —                 | 69                |                                                                                          | Evolver              |
| 2010 | Wake Up Everybody (with The Roots featuring Common & Melanie Fiona) | —                 | 53                | —                 | —                 | —                 | 16                | 26                |                                                                                          | Wake Up!             |
| 2012 | Tonight (Best You Ever Had) (featuring Ludacris)                    | —                 | 39                | —                 | —                 | —                 | —                 | 16                | - ITA: Platino                                                                           | Think Like a Man     |
| 2013 | Who Do We Think We Are (featuring Rick Ross)                        | —                 | —                 | —                 | —                 | —                 | —                 | —                 |                                                                                          | Love In the Future   |
| 2013 | Made to Love                                                        | —                 | —                 | —                 | —                 | —                 | 41                | —                 |                                                                                          | Love In the Future   |
| 2013 | All of Me                                                           | 1                 | 1                 | —                 | —                 | 2                 | 1                 | 8                 | - USA: 8× Platino - AUS: 5× Platino - UK: 2× Platino - CAN: 5× Platino - ITA: 4x Platino | Love In the Future   |
| 2014 | You and I (Nobody in the world)                                     | 66                | 18                | —                 | —                 | —                 | —                 | —                 |                                                                                          | Love In the Future   |
| 2016 | Love Me Now                                                         | —                 | —                 | —                 | —                 | —                 | —                 | —                 |                                                                                          | Darkness and Light   |
| 2016 | Penthouse Floor (feat. Chance the Rapper)                           | —                 | —                 | —                 | —                 | —                 | —                 | —                 |                                                                                          | Darkness and Light   |
| 2017 | Beauty and the Beast (con Ariana Grande)                            | —                 | —                 | —                 | —                 | —                 | —                 | —                 |                                                                                          | La bella e la bestia |
| 2017 | In America                                                          | —                 | —                 | —                 | —                 | —                 | —                 | —                 |                                                                                          | /                    |
| 2017 | Surefire                                                            | —                 | —                 | —                 | —                 | —                 | —                 | —                 |                                                                                          | Darkness and Light   |
| 2018 | A Good Night (feat. BloodPop)                                       | —                 | —                 | —                 | —                 | —                 | —                 | —                 |                                                                                          | /                    |
| 2019 | Preach                                                              | —                 | —                 | —                 | —                 | —                 | —                 | —                 |                                                                                          | /                    |

### Altri brani in classifica
| Anno | Singolo               | Posizione massima | Posizione massima | Posizione massima | Album      |
| Anno | Singolo               | US R&B            | US AC             | NL                | Album      |
| ---- | --------------------- | ----------------- | ----------------- | ----------------- | ---------- |
| 2007 | Slow Dance            | 81                | 40                | —                 | Once Again |
| 2007 | Each Day Gets Better  | —                 | —                 | 44                | Once Again |
| 2010 | Shine (con The Roots) | 92                | —                 | —                 | Wake Up!   |

## Apparizioni

### Ospitate
| Year   | Artist            | Song                                  | Album                                                  |
| ------ | ----------------- | ------------------------------------- | ------------------------------------------------------ |
| 2003   | Jay-Z             | "Lucifer"                             | The Black Album                                        |
| 2003   | Jay-Z             | Encore                                | The Black Album                                        |
| 2003   | will.i.am         | "Swing By My Way                      | Must B 21                                              |
| 2003   | Gerald Veasley    | Summer Kiss                           | Velvet                                                 |
| 2004   | Estelle           | Hey Girl                              | The 18th Day                                           |
| 2004   | Estelle           | Freedom                               | The 18th Day                                           |
| 2004   | Dilated Peoples   | "This Way                             | Neighborhood Watch                                     |
| 2004   | White Boy         | U Know                                | No Gray Area                                           |
| 2004   | Consequence       | So Soulful                            | Take 'Em To The Cleaners                               |
| 2004   | Consequence       | Getting Out the Game                  | Take 'Em To The Cleaners                               |
| 2004   | Consequence       | And You Say                           | Take 'Em To The Cleaners                               |
| 2004   | Slum Village      | Selfish                               | Detroit Deli                                           |
| 2004   | Talib Kweli       | Around My Way                         | The Beautiful Struggle                                 |
| 2005   | Kanye West        | It's Alright                          | The College Dropout Bonus CD                           |
| 2005   | Common            | Faithful                              | Be                                                     |
| 2005   | Common            | "They Say"                            | Be                                                     |
| 2005   | Young Gunz        | Grown Man Pt. 2                       | Brothers from Another                                  |
| 2005   | Miri Ben-Ari      | "I've Been Waiting on You"            | The Hip-Hop Violinist                                  |
| 2005   | John Legend       | Don't You Worry 'Bout a Thing         | Hitch Soundtrack                                       |
| 2005   | Black Eyed Peas   | Like That                             | Monkey Business                                        |
| 2005   | Luther Vandross   | Love Won't Let Me Wait                | So Amazing                                             |
| 2005   | Ray Charles       | Touch                                 | Genius & Friends                                       |
| 2005   | John Legend       | Hello, It's Me                        | iTunes Exclusive                                       |
| 2005   | Richard Bona      | Please Don't Stop                     | Tiki                                                   |
| 2005   | Fort Minor        | High Road                             | The Rising Tied                                        |
| 2005   | Kanye West        | Home                                  | Freshmen Adjustment                                    |
| 2006   | Sérgio Mendes     | Please Baby Don't                     | Timeless                                               |
| 2006   | Tony Bennett      | Sing You Sinners                      | Duets: An American Classic                             |
| 2006   | Fergie            | Finally                               | The Dutchess                                           |
| 2006   | Jay-Z             | Do U Wanna Ride                       | Kingdom Come                                           |
| 2006   | Mary J. Blige     | King & Queen                          | Reflections - A Retrospective                          |
| 2006   | Chemistry         | Tōkage (遠影)                         | Tōkage (遠影)                                          |
| 2007   | Consequence       | Feel This Way                         | Don't Quit Your Day Job                                |
| 2007   | Keyshia Cole      | Loneliness                            | Just Like You                                          |
| 2007   | Keyshia Cole      | "Where We Were Wrong"                 | Just Like You                                          |
| 2007   | Rich Boy          | Ghetto Rich                           | Rich Boy                                               |
| 2007   | Big & Rich        | Eternity                              | Between Raising Hell and Amazing Grace                 |
| 2007   | Cassidy           | Celebrate                             | B.A.R.S. The Barry Adrian Reese Story                  |
| 2007   | Estelle           | Come Over                             | Shine                                                  |
| 2007   | Estelle           | "You Are"                             | Shine                                                  |
| 2008   | T.I.              | Slide Show                            | Paper Trail                                            |
| 2009   | Rick Ross         | Magnificent                           | Deeper Than Rap                                        |
| 2009   | Busta Rhymes      | Decisions                             | Back on My B.S.                                        |
| 2009   | Ana Carolina      | Entreolhares (The Way You Look at Me) | N9ve                                                   |
| 2009   | Ghostface Killah  | Let's Stop Playin'                    | Ghostdini: Wizard of Poetry in Emerald City            |
| 2009   | DJ Khaled & Nas   | Victory                               | Victory]                                               |
| 2009   | Artists for Haiti | We Are the World 25 for Haiti         | We Are the World 25 for Haiti                          |
| 2010   | The Roots         | The Fire" , "Doing it again           | How I Got Over                                         |
| 2010   | Rick Ross & Jay-Z | Free Mason                            | Teflon Don                                             |
| 2010   | Kanye West        | Blame Game,                           | My Beautiful Dark Twisted Fantasy                      |
| 2010   | Kanye West        | All of the Lights                     | My Beautiful Dark Twisted Fantasy                      |
| 2010   | Kanye West        | Christian Dior Denim Flow             | G.O.O.D. Fridays                                       |
| 2010   | Stevie Wonder     | The Way You Make Me Feel              | The 25th Anniversary Rock & Roll Hall Of Fame Concerts |
| 2011   | Mariah Carey      | When Christmas Comes                  | from the album Merry Christmas II You                  |
| 2011   | Lupe Fiasco       | Never Forget You                      | Lasers                                                 |
| 2011   | Lil Wayne         | So Special                            | Tha Carter IV                                          |
| Common | The Believer      | The Dreamer, The Believer             |                                                        |
| 2012   | Tiziano Ferro     | Karma                                 | L'amore è una cosa semplice                            |
| 2012   | Melanie Fiona     | L.O.V.E.                              | The MF Life                                            |

### Altre apparizioni
| Anno | Artista             | Canzone                               | Note                         |
| ---- | ------------------- | ------------------------------------- | ---------------------------- |
| 1998 | Lauryn Hill         | Everything Is Everything              | Pianistaa                    |
| 2003 | The Black Eyed Peas | The Boogie That Be                    | Autore, cori                 |
| 2003 | Alicia Keys         | You Don't Know My Name                | Pianistaa, voce              |
| 2003 | Common              | They Say                              | voce                         |
| 2004 | Alicia Keys         | If I Ain't Got You (Kanye West Remix) | Coautore, Pianista, Vocalist |
| 2004 | Janet Jackson       | I Want You                            | Coautore, Pianista           |
| 2004 | Kanye West          | Family Business                       | Pianista                     |
| 2004 | Kanye West          | Graduation                            | Pianista                     |
| 2004 | Kanye West          | Jesus Walks                           | Pianista                     |
| 2004 | Kanye West          | Last Call                             | Pianista                     |
| 2004 | Kanye West          | Never Let Me Down                     | Pianista                     |
| 2004 | Kanye West          | Slow Jamz                             | Pianista                     |
| 2004 | Talib Kweli         | I Try                                 | Coautore, Pianista, Vocalist |
| 2004 | Talib Kweli         | Around My Way                         | Vocalist, Pianista           |
| 2004 | Twista              | Overnight Celebrity                   | Pianista                     |
| 2005 | Kanye West          | Hey Mama                              |                              |
| 2005 | Kanye West          | Celebration                           |                              |
| 2006 | DJ Khaled           | Grammy Family                         |                              |
| 2006 | Talib Kweli         | Young Man                             | Cori                         |
| 2006 | Fergie              | Finally                               | Pianista                     |
| 2007 | Big & Rich          | Eternity                              |                              |
| 2007 | Kanye West          | Good Life                             |                              |
| 2007 | Kanye West          | The Glory                             |                              |
| 2007 | Cassidy             | Celebrate                             |                              |
| 2007 | Chrisette Michele   | Love Is You                           | Pianista                     |
| 2007 | John Legend         | Someday                               | Vocalist                     |
| 2008 | Lisa Maffia         | Darkness                              | Cori, Coautore               |
| 2008 | will.i.am           | Yes We Can                            | Vocalist                     |
| 2010 | Magnetic Man        | Getting Nowhere                       | Featuring                    |
| 2010 | Kanye West          |                                       |                              |
| 2010 | Snoop Dogg          | "Eyez closed                          | Featuring                    |